# 目黒経済新聞
目黒経済新聞（めぐろけいざいしんぶん、英語: MEGURO KEIZAI SHIMBUN）は、東京都目黒区に本社を置く株式会社クロアが運営するニュースサイト。みんなの経済新聞ネットワークに加盟し、Yahoo!ニュースなどへも情報提供している。目黒区や目黒駅周辺の地域情報を発信している。

## 概説
みんなの経済新聞ネットワークは2000年、広告制作会社の花形商品研究所が渋谷地区の情報を伝える番組をJ-WAVEで始めたのにあわせて地域の情報を伝えるウェブサイト『シブヤ経済新聞』がスタートした。略称は「みん経」。「新聞」を称しているが、紙媒体での展開は行われていない。2016年3月時点で国内106拠点・海外11拠点の『経済新聞』が展開されている。配信された記事はすべて検索大手「Yahoo! JAPAN」にも転載される。2014年9月に目黒経済新聞が加盟。目黒区のエリアと目黒駅付近の上大崎、白金台3丁目から5丁目までの地域情報を、ビジネス・マーケティング・文化の視点から報じる。目黒川の桜や、目黒のさんまなど催し物から、飲食店情報、目黒雅叙園や東京都庭園美術館、目黒寄生虫館などで行われるイベントなど目黒地域の情報を報じる。ホームページの他Facebookやtwitterでも情報を発信している。
目黒経済新聞を運営するクロアは地域のインターネット放送局「目黒FM」や目黒のゆるキャラ「めぐろン」など運営する。